# Rhyon Nicole Brown
Rhyon Nicole Brown (Los Angeles, 6 oktober 1992) is een Amerikaanse actrice, zangeres en danseres.

## Biografie
Brown werd geboren in Los Angeles in een gezin als middelste van drie kinderen. Zij doorliep de high school aan de Junipero Serra High School in Gardena (Californië), en studeerde zij aan de University of Southern California in Los Angeles. In haar vrije tijd is zij actief in reizen, dansen, zingen, lezen, cheerleading en sport.
Brown begon op zevenjarige leeftijd in 1999 met acteren met de film Santa and Pete, hierna heeft zij nog meerdere rollen gespeeld in films en televisieseries.

## Filmografie

### Films
Uitgezonderd korte films..
- 2023 Spring Breakthrough - als Vivian Rollins
- 2022 Rolling Into Christmas - als Deja Franks
- 2021 A Christmas Stray - als FOster
- 2019 Killers Anonymous - als Alice
- 2018 Throwback Holiday - als Rosalyn Ross
- 2016 Girl from Compton - als Michel'le
- 2006 The Adventures of Brer Rabbit – als Janey (stem)
- 2005 Get Rich or Die Tryin' – als jonge Charlene
- 2004 Earthquake – als Sharisse
- 1999 Santa and Pete – als Julia

### Televisieseries
Uitgezonderd eenmalige gastoptredens.
- 2021-2022 Our Kind of People - als Lauren Dupont - 12 afl.
- 2018-2020 Empire - als Maya - 38 afl.
- 2015 Eight Crazy Dates - als Taylor - 7 afl.
- 2011 For Better or Worse - als Pam - 5 afl.
- 2007-2009 Lincoln Heights – als Lizzie Sutton – 42 afl.
- 2004-2006 That's So Raven – als Madison – 3 afl.
- 2003-2004 The Bernie Mac Show – als Chrissie  – 2 afl.
- 1999-2004 Judging Amy – als Rebecca Van Exel – 12 afl.
- 2002 Hidden Hills – als Amanda Timmermans – 3 afl.